# Рауфосс (футбольний клуб)
«Рауфосс» (норв. Raufoss IL) — норвезький футбольний клуб з однойменного міста. Заснований у 1918 році. Домашні матчі проводить на стадіоні «Наммо Стадіон».

## Історія
Футбольний клуб з міста Рауфосс був заснований у 1918 році. За свою історію існування клуб чотири рази виступав у Вищому дивізіоні чемпіонату Норвегії. Це були періоди 1937–1948, 1957–1960, 1964 та 1973–1974 років. У теперішній час клуб грає у Першому дивізіоні — другому за силою в чемпіонаті Норвегії. З 2015 року домашні матчі команда проводить на стадіоні «Наммо Стадіон».
У 2007 році «Рауфосс» повернувся до Першого дивізіону і посів одинадцяте місце. Але через фінансові негаразди і невиконання ряда вимог до інфраструктури Футбольна асоціація Норвегія позбавила клуб ліцензії, необхідної для виступів у перших двох дивізіонах. Наступного разу «Рауфосс» повернувся до Першого дивізіону у 2016 році. Але в тому ж сезоні посів останнє місце і знову понизився у класі.
Починаючи з сезону 2019 року, «Рауфосс» незмінно грає у Першому дивізіоні.

## Клубні секції
У клубі також є секція легкої атлетики. Найбільш відомий її член — олімпійський чемпіон Йон Ерцгорд.

## Відомі гравці
- Мортен Бакке
- Енох Банза
- Парфе Бізоза
- Альоша Войнович
- Гаральдур Інгольфссон
- Девід Сімбо